# Hemiscyllium halmahera
Hemiscyllium halmahera  ist eine Haiart aus der Familie der Bambushaie (Hemiscylliidae). Die Art wurde Mitte 2013 anhand von zwei 65,6 und 68,1 cm langer Typusexemplare beschrieben. Die Fische wurden bei der kleinen Insel Ternate, bei der indonesischen Insel Halmahera gefangen.

## Merkmale
Hemiscyllium halmahera ähnelt dem aus der Cenderawasih-Bucht im Nordwesten der Insel Neuguinea in der indonesischen Provinz Papua bekannten Hemiscyllium galei und unterscheidet sich von dieser Art vor allem durch die Färbung. Der Hai ist bräunlich gefärbt und zeigt ein Muster aus zahlreichen, aus zwei bis drei dunklen, polygonen Punkten zusammengesetzte Flecken, weit verstreute weiße Punkte zwischen diesen Flecken, einige (< 10 mm) dunkle Flecken auf der Kopfoberseite und paarige dunkle Markierungen auf der Kopfunterseite. Auf dem Rücken zeigen sich einige große, U-förmige, dunkle Flecke, die in ihren unteren Hälften mehr oder weniger deutlich weiß umrandet sind. Darunter liegen vertikale Reihen von zwei bis drei dunklen Flecken.
Das Verbreitungsgebiet liegt in den Gewässern um die Molukken.
Der Hai ist nachtaktiv und legt viele Strecken auf seinen paarigen Flossen laufend zurück. Er kann eine Stunde in sauerstoffarmem Wasser überleben.
Hemiscyllium galei hat dagegen 7 bis 8 große, horizontal ausgerichtete, längliche, dunkle Flecken auf der Unterseite zwischen Rumpf und Schwanzflossenbasis und normalerweise 25 dunkle Flecken auf der Kopfoberseite.